# Jesse L. Martin
Jesse L. Martin (ur. 18 stycznia 1969 w Rocky Mount) – amerykański aktor, występował w roli detektywa Eda Greena z serialu Prawo i porządek.

## Filmografia
- The More You Know (1989) jako on sam
- Prawo i porządek (Law & Order, 1990) jako Det. Ed Green (1999-)
- Z Archiwum X (The X Files, 1993-2002) jako Josh Exley (gościnnie)
- Ulice Nowego Jorku (New York Undercover, 1994-1998) jako Mustafa (gościnnie)
- Ally McBeal (1997-2002) jako dr Greg Butters (1998)
- 413 Hope St. (1997) jako Antonio Collins
- Restauracja (Restaurant, 1998) jako Quincy
- Deep in My Heart  (1999)
- Prawo i bezprawie (Law & Order: Special Victims Unit, 1999) jako detektyw Edward 'Ed' Green (gościnnie)
- Prawo i porządek: Zbrodniczy zamiar (Law & Order: Criminal Intent, 2001) jako detektyw Ed Green (gościnnie)
- Season of Youth  (2003)
- A Christmas Carol (2004) jako Duch Teraźniejszych Świąt
- TV Land Moguls (on sam, 2004)
- Prawo i bezprawie (Law & Order: Trial by Jury, 2005) jako detektyw Edward 'Ed' Green (2005) (gościnnie)
- Rent (2005) jako Tom Collins
- Sexual Healing (2008) jako Marvin Gaye
- Flash (serial telewizyjny 2014) (2014 – 2023) jako detektyw Joe West